# Hans Krüger-Stackfleth
Hans Krüger-Stackfleth war ein deutscher Unternehmer.

## Leben
Krüger-Stackfleth war gelernter Kaufmann und lebte in Potsdam, wo er in der Schockstraße 15/16 eine Lebensmittelgroßhandlung mit Kaffee-Großrösterei besaß. Im benachbarten Berlin wurde er in den 1930er Jahren Vizepräsident der Industrie- und Handelskammer. Als solcher wurde er vom Ministerpräsident Hermann Göring 1935 zu einem der 18 Preußischen Provinzialräte in den Provinzen Brandenburg und Grenzmark Posen-Westpreußen ernannt. 1939 hat er dieses Amt bereits abgetreten.